# IC 4522
IC 4522 је спирална галаксија у сазвјежђу Рајска птица која се налази на листи објеката дубоког неба у Индекс каталогу.
Деклинација објекта је - 75° 51' 32" а ректасцензија 15h 11m 29,7s. Привидна величина (магнитуда) објекта IC 4522 износи 12,7 а фотографска магнитуда 13,5. Налази се на удаљености од 35,9 милиона парсека од Сунца. IC 4522 је још познат и под ознакама ESO 42-2, AM 1505-754, IRAS 15056-7540, PGC 54216.